# 勒姆诺维尔
勒姆诺维尔（法語：Remenoville，法語發音：[ʁəmnɔvil]）是法国默尔特-摩泽尔省的一个市镇，位于该省东南部，属于吕内维尔区。

## 地理
勒姆诺维尔（48°27'47"N, 6°28'26"E）面积8.46 平方千米，位于法国大東部大區默尔特-摩泽尔省，该省份为法国东北部内陆省份，是洛林的一部分，北邻比利时、卢森堡，北起顺时针与摩泽尔省、下莱茵省、孚日省和默兹省接壤。
与勒姆诺维尔接壤的市镇（或旧市镇、城区）包括：热贝维莱、吉里维莱、莫里维莱、罗泽略尔、瑟朗维尔、韦讷泽。

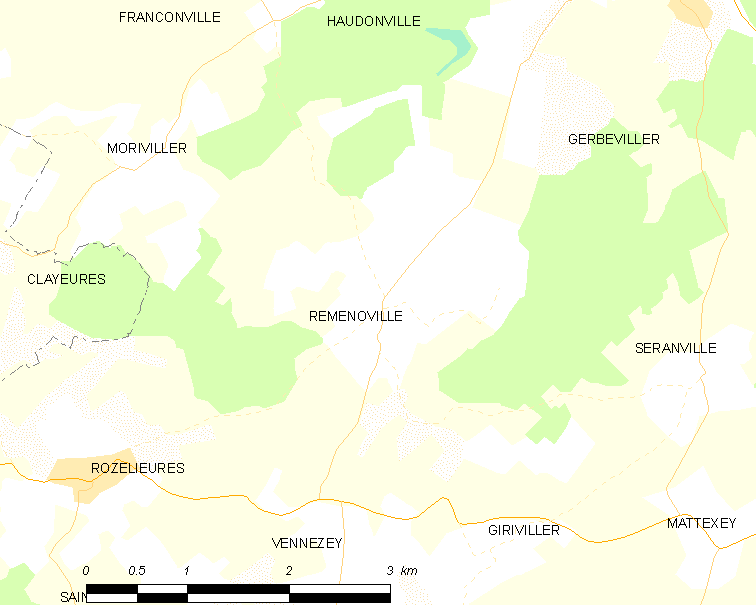
勒姆诺维尔的OSM定位图

勒姆诺维尔的时区为UTC+01:00、UTC+02:00（夏令时）。

## 行政
勒姆诺维尔的邮政编码为54830，INSEE市镇编码为54455。

## 政治
勒姆诺维尔所属的省级选区为吕内维尔第二县。

## 人口

1962-2008年间勒姆诺维尔人口变化图示

勒姆诺维尔于2022年1月1日时的人口数量为156人。